# Table des caractères Unicode/U1BCA0
Cette page contient des caractères spéciaux ou non latins. S’ils s’affichent mal (▯, ?, etc.), consultez la page d’aide Unicode.
Table des caractères Unicode U+1BCA0 à U+1BCAF (113 824 à 113 839 en décimal).

## Sténographie – formatage(Unicode 7.0)
Ce bloc contient des caractères de formatage utilisée en sténographie. Dans les tableaux, les glyphes pour ces caractères individuels de formatage sont arbitraires et ne sont pas rendus de façon visible.

### Table des caractères
| en fr   | 0   | 1 | 2   | 3   | 4 | 5 | 6 | 7 | 8 | 9 | A | B | C | D | E | F |
| ------- | --- | - | --- | --- | - | - | - | - | - | - | - | - | - | - | - | - |
| U+1BCA0 | ├┼→ | ↳ | — ↓ | ↑ — |   |   |   |   |   |   |   |   |   |   |   |   |